# Total Operations Processing System
Total Operations Processing System (TOPS) ist ein Computersystem zur Verwaltung der Fahrzeuge (Lokomotiven und Wagen) einer Bahngesellschaft. Das System wurde ursprünglich von der Southern Pacific Railroad entwickelt. Viele Bahngesellschaften übernahmen das System. In Europa ist TOPS in Großbritannien im Einsatz.

## Entwicklung
Die Southern Pacific Railroad begann in den frühen 1960er Jahren zusammen mit der Stanford University und IBM mit der Entwicklung des Total Operations Processing System. Ziel war die Ablösung des gesamten mit der Verwaltung der Fahrzeuge verbundenen Schriftverkehrs durch ein computergestütztes System. So wurden bis dahin die einzelnen Wartungsarbeiten, die Stationierung in der jeweiligen Division und im jeweiligen Bahnbetriebswerk, die durchgeführten Leistungen, der aktuelle Zustand, die Position und vieles weitere mehr notiert. Die Aktualisierung der vorhandenen Daten war sehr aufwendig und Abstimmungen zwischen den einzelnen Dienststellen waren stets mit Telefonabfragen verbunden.
Im Rahmen der Entwicklung kalkulierte man bereits den Weiterverkauf an andere Gesellschaften ein, um die Entwicklungskosten teilweise zu amortisieren. Das System wurde 1968 eingeführt. Damit war es der Southern Pacific möglich, relativ zeitnah alle Informationen zu einem Fahrzeug verfügbar zu machen. Damit konnte man unter anderem die Frachtversender über die gegenwärtigen Ort ihres Frachtgutes informieren. Durch die Einführung von standardisierten Datenschnittstellen konnten die Informationen mit anderen Bahngesellschaften ausgetauscht werden.
Das System wurde schließlich an einige US-Bahnen und weltweit verkauft.

## Übernahme durch British Railways
Gegen Ende der 1960er Jahre suchte British Railways nach Möglichkeiten die Wirtschaftlichkeit des Betriebes zu erhöhen. Bei der Canadian National Railway lernte man TOPS kennen und erkannte die darin liegenden Möglichkeiten. Man erwarb das System, bestehend aus Quellcode und dem notwendigen IBM 360-Mainframe. Der Kauf von TOPS musste vom Kabinett abgesegnet werden, da damals im Vereinigten Königreich für die Regierung eine „Buy British“-Richtlinie bestand. Die Überführung in den Einsatzbetrieb zog sich über mehrere Jahre hin.
Die Einführung des Systems machte die Entwicklung eines neuen Bezeichnungsschemas notwendig, da das bisherige Schema nicht geeignet war. Die Umzeichnung der Fahrzeuge begann 1972 und dauerte bis in die späten 1970er Jahre. Intern wurde jedoch schon mit den neuen Bezeichnung abgerechnet.

## Weiterentwicklung
TOPS gilt heute als veraltet. Das Großrechner-System mit Text-Terminals ist benutzerunfreundlich, verlangt kryptische Eingaben und führt aufgrund der schwierigen Bedienung zu häufigen Fehlern. Hinzu kommt noch die eigene Programmiersprache TOPSTRAN, die aufgrund fehlender Entwickler die Wartung erschwert.
Das System wird in Großbritannien auch heute noch genutzt, obwohl es nie für die Erfordernisse mehrerer Bahngesellschaften geschaffen wurde. Einige Gesellschaften nutzen das System nur bei absolut notwendigen Angelegenheiten.
Versuche, das Programm mit einem benutzerfreundlichen Interface (TOPS 2000) zu versehen oder neue parallele Systeme aufzubauen, scheiterten bisher.

## Beispielausdruck
Dies ist ein typischer Ausdruck, wie er von TOPS generiert werden kann. Der Zug hat 25 Wagen mit einer Last von 888 Tonnen und fährt von Over & Wharton bei Winsford nach Reading West Junction. Der Zug fuhr um 15:20 Uhr mit einer Verspätung von 2 Stunden und 20 Minuten ab. Zuglokomotiven waren 25901 und 25908.
```
K383400 0010 2837 22/10/86 U483 ON N199 BY KO
TRAIN ENQUIRY RESPONSE FOR 377Z380 22 TFA - 9KJ
ACTUAL TRAIN ID 377Z380 22 BOOKED 7Z380
DEP OVER&WHAR 1520 22 2 HRS 20 MINS LATE FOR REASON L CAT B  SECTOR 5
LOCO 25901
LOCO 25908
  25 LDS 0 MTYS 888 TONNES 799 T/FT 418 POTENTIAL VAC BRAKE FORCE
STATION CONSIST ARR DEP LDS MTYS SCHEDULE
37015 OVER&WHAR 1520 025 000 71212
65700 BESCOTYD NRP 1707 EST 1709 EST 025 000
74260 READINGWJ DETAIL 2007 EST 025 000
END

```